# Mašinko
Mašinko je punk rock sastav iz Zagreba osnovan 2010. godine. Do sada su objavili tri samostalna albuma, dva split albuma i jedan Božićni singl, te postali jedan od vodećih bendova na punk rock sceni u Hrvatskoj i regiji.
Stil sviranja obilježavaju im energičan i melodičan zvuk instrumenata, te karakteristični višeglasni himnični refreni.

## Povijest
Sastav nastaje 2010. godine kada se skupina prijatelja okupila kako bi svirali punk rock i dobro se zabavljali. Uz male rotacije članova po instrumentima i jednu privremenu zamjenu na poziciji gitare, trenutno su u sastavu svi koji su ikada prošli kroz njega. Godine 2010. u jedan dan snimanja stvorili su svoj album prvijenac - Mašinko. Iste godine s prijateljima iz Frakture mozga objavili su taj dvostruki split-album. Objavljuju i Božićni split-singl, Sretan Božić (bit će bolje). 
Godine 2011. ulaze u studio te u istoj kombinaciji objavljuju split album Frakturko. Te godine svirali su u zagrebačkoj Areni kao predgrupa hrvatskim punk rock legendama Hladnom pivu. Godine 2012. objavili su svoj prvi spot za pjesmu "Kako je Potjeh tražio rakiju". Te godine su nastavili sa svirkama od kojih su najznačajniji nastupi na legendarnom Dirty old festivalu, te Sarajevo punk festu. Te godine izlaze im i spotovi za pjesme "Erupcija sreće" i "Sretan" Godine 2013. sastav ponovo ulazi u studio. Uz to i svirke po cijeloj državi ostvarili su zapažen nastup na InMusic festivalu u Zagrebu.
U siječnju 2014. Mašinko objavljuje singlove "Oči pune suzavca" i "Nešto novo nešto divlje", a nekoliko tjedana kasnije objavluju album Svugdje je doma, ali lijepo je najljepše. Za sada posljednji studijski album Danas ću, sutra ću objavili su 2020. g. za izdavačke kuće Dostava Zvuka i Dirty Old Label.

## Članovi sastava
- Marin Šulentić (Šulc) - vokal
- Petar Predrag (Perica) - gitara
- Lovro Koružnjak - gitara
- Andrija Ražnatović - gitara
- Srđan Grbić (Srki) - bas-gitara
- Bojan Horvat (Pitura) - bubnjevi

## Diskografija

### Studijski albumi
- Mašinko (2010.)
- Frakturko (split s Frakturom mozga) (2011.)
- Svugdje je doma, ali lijepo je najljepše (2014.)
- Godina majmuna/Majmun godine (split s Debelim precjednikom) (2016.)
- Danas ću, sutra ću (2020.)
- Pozovite rapsode (2023.)

### Singlovi
- "Sretan Božić (bit će bolje)" (split s Frakturom mozga) (2010.)

## Vanjske poveznice
- Službena stranica